# Constantin C. Petolescu
Constantin C. Petolescu (* 20. Februar 1943 in Izvoru Bârzii, Kreis Mehedinți) ist ein rumänischer Althistoriker, Epigraphiker und provinzialrömischer Archäologe.

## Leben
Constantin Petolescu studierte ab 1961 an der Universität Bukarest, schloss dort 1966 mit dem Lizenziat ab und wurde 1978 promoviert, beides bei Gheorghe Ștefan.
Von 1966 bis 1969 unterrichtete er als Geschichtslehrer in Călărași. Von 1971 bis 1977 arbeitete er am Muzeul Național de Istorie a României in Bukarest. 1977 wurde er wissenschaftlicher Mitarbeiter am Institutul de Arheologie „Vasile Pârvan” (Institut für Archäologie „Vasile Pârvan“) der Rumänischen Akademie in Bukarest und blieb dies bis 2014, assoziiert noch bis 2020. Ab 1991 lehrte er daneben an der Universität Bukarest, von 1996 bis zum Ruhestand 2009 als Professor.
Constantin C. Petolescu war stellvertretender verantwortlicher Herausgeber der Zeitschrift Studii şi Cercetări de Istorie Veche şi Arheologie (SCIVA) (deutsch: Studien und Forschungen zu Alten Geschichte und Archäologie) sowie der rumänische Korrespondent der Zeitschrift L’Année épigraphique (Paris). Von 1997 bis 2002 war er Mitglied des Lenkungsausschusses der Association Internationale d’Épigraphie Grecque et Latine (AIEGL).
2018 wurde er korrespondierendes Mitglied der Rumänischen Akademie in deren Abteilung für Geschichtswissenschaft und Archäologie.

## Forschung
Petolescu ist Spezialist für die Alte Geschichte, Epigraphik und Archäologie des antiken Dakiens. Sein Hauptforschungsgebiet ist dabei die Epigraphik der Inschriften aus Dakien. Auch führte er archäologische Forschungen unter anderem in den römischen Lagern und dakischen Siedlungsplätzen in Buridava (Kastell Stolniceni) (1972), Drobeta (2012–2017), Jidava bei Câmpulung (seit 1979), Micia (Kastell Vețel) (1971–1977), Slăveni (1964–1965) und Sucidava (1963–1969) durch.

## Schriften (Auswahl)
Monographien
- mit Ion Berciu: Les cultes orientaux dans la Dacie méridionale (= Études préliminaires aux religions orientales dans l’Empire Romain. Bd. 54). Brill, Leiden 1976, ISBN 90-04-04519-8.
- mit Grigore Florescu: Inscripţiile Daciei romane. Band 2: Oltenia si Muntenia = Pars meridionalis, inter Danuvium et Carpatos Montes. Editura Academiei Republicii Socialiste România, Bukarest 1977.
- Decebal, regele Dacilor. Editura Academiei Române, Bukarest 1991.
- Scurtă istorie a Daciei Romane. Editura Didactică și Pedagogică, Bukarest 1995.
- Inscriptions de la Dacie romaine. Inscriptions externes concernant l’histoire de la Dacie romaine (Ier – IIIe siècles)
  - Band 1: L’Italie et les provinces occidentales (IDRE I). Editura Enciclopedică, Bukarest 1996, ISBN 973-45-0182-8.
  - Band 2: Zones de CIL III et CIL VIII (IDRE II). Editura Enciclopedică, Bukarest 2000, ISBN 973-45-0182-8.
- Dacia și Imperiul Roman. Editura Teora, Bukarest 2000.
- Epigrafia latină. Editura Ars Docendi, Bukarest 2001.
- Auxilia Daciae. Contribuție la istoria militară a Daciei romane. Bukarest 2002.
- Inscripții Latine din Dacia (ILD) = Inscriptiones Latinae Daciae. Editura Academiei Romane, Bukarest 2005, ISBN 973-27-1226-0.
- Dacia. Un mileniu de istorie. Editura Academiei Romane, Bukarest 2010, ISBN 978-973-27-1999-2.
- mit Tudor Răţoi: Sate din Valea Topolniței. Târgovişte 2024, ISBN 978-606-537-707-3.

Herausgeberschaften
- mit Tudor Teoteoi, Adrian Gabor: Studia historica et theologica. Omagiu profesorului Emilian Popescu. Ed. Trinitas, Iași 2003, ISBN 973-8179-86-6.
- Vasile Christescu: Viața economică a Daciei romane. Ars Docendi, Bukarest 2004, ISBN 973-558-167-1.
- Colonne trajane et trophées romains. Actes du colloque franco-roumain “Études sur la Colonne Trajane. 1900 and depuis l’inauguration (113–2013)”. Bucarest, 28–29 octobre 2013. Editura Academiei Romane, Bukarest 2015.

Jüngere Aufsätze
- Dacia în perioada 44 a.Chr.–106 p.Chr. In: Contribuție la tratatul de Istoria României, Vol. I. Bukarest 2001, S. 668–720.
- Albata decursio. In: Analele Universității din Craiova. Seria științe filologice. Limbi și literaturi clasice, 1, 2004, S. 164–169.
- Cariera centurionului M. Calventius Viator. In: Pontica 37–38, 2005, S. 195–198.
- Granița de sud-est a Daciei romane pe timpul împăratului Caracalla. In: Argesis 14, 2005, S. 271–278.
- Organizarea administrativă a Daciei romane In: Studii și articole de istorie 71, 2006, S. 137–149.
- Organizarea provicială a Daciei. In: Paul Damian (Hrsg.): Catalogul expoziției Dacia Augusti Provincia. Deschisă la Muzeul Național de Istorie, Bukarest 2006, S. 17–26.
- Cronica epigrafică a României (XXI–XXIV, 2001–2004). In: SCIVA 54/56 (2003/2005), S. 337–396.
- Dacia e l’Impero. L’imagine della Dacia nel spazio geografico antico. In: Dacia NS 50, 2006 (2007), S. 77–84.
- Anthroponymie et histoire. In: Dacia NS 50, 2006 (2007), S. 121–126.
- Cronica epigraficǎ a României (XXV, 2005). In: SCIVA 57, 2006 (2007), S. 211–222.